# Stephen H. Daniel
Stephen Hartley Daniel (* 1950 in Salisbury, Wiltshire) ist ein US-amerikanischer Philosophiehistoriker und Hochschullehrer mit britischen Wurzeln, der seit 1983 an der Texas A&M University lehrt.

## Leben
Steve Daniel stammte aus einer schottisch-irischen Familie. Nach dem Besuch der St. John Vianney Preparatory School (New Orleans) studierte Daniel Philosophie am St. Joseph Seminary College (Louisiana), wo er 1972 den B.A. erwarb. Kurz darauf heiratete er Sheryl Breaux. 1974 machte Daniel seinen Master-Abschluss an der Saint Louis University mit einer Diplomarbeit zu Giordano Bruno. 1977 erfolgte dort auch seine Promotion  zum Ph.D. mit der Dissertation The Philosophic Methodology of John Toland unter James Collins. Von 1978 bis 1983 arbeitete er als Assistant Professor für Philosophie am Spring Hill College, Mobile (Alabama). 1983 nahm Daniel einen Ruf auf eine Professur für Philosophie an der Texas A&M University an. 1986 wurde er dort Associate Professor und 1993 Full Professor.
Steve Daniel befasste sich mit Philosophie im 17. und 18. Jahrhundert (Gottfried Wilhelm Leibniz, George Berkeley, Jonathan Edwards und andere). Er spricht fließend Spanisch und gilt als einer der einflussreichsten Fachleute auf dem Gebiet der Philosophie der Neuzeit.

## Ehrungen und Mitgliedschaften
Stephen H. Daniel ist Mitglied der International Berkeley Society, 2006 wurde er zu deren Präsident gewählt. Von 2006 ist er Chefredakteur der Philosophiezeitschrift Berkeley Studies. 2007 wurde ihm der Titel „Presidential Professor for Teaching Excellence“ an der Texas A&M University verliehen.

## Schriften (Auswahl)
Monographien
- Contemporary Continental Thought. Upper Saddle River, NJ: Prentice-Hall, 2005. ix + 480 pp.
- The Philosophy of Jonathan Edwards: A Study in Divine Semiotics. Bloomington: Indiana University Press, 1994. ix + 212 pp.
- Myth and Modern Philosophy. Philadelphia: Temple University Press, 1990. xvi + 232 pp.
- John Toland: His Methods, Manners, and Mind. Montreal: McGill-Queen’s University Press, 1984. xiv + 248 pp.

Übersetzungen
- “Between Pascal and Spinoza: The Vacuum” by Pierre Macherey, in Current Continental Thought and Early Modern Philosophy, ed. Stephen H. Daniel. Evanston, IL: Northwestern University Press, 2005.
- “Potentia Multitudinis: quae una veluti mente ducitur: Spinoza on the Body Politic” by Etienne Balibar, in Current Continental Thought and Early Modern Philosophy, ed. Stephen H. Daniel. Evanston, IL: Northwestern University Press, 2005.